# Fish Rock
Fish Rock – obszar niemunicypalny w hrabstwie Mendocino, w Kalifornii (Stany Zjednoczone), na wysokości 52 m. Znajduje się około 6,4 km na północny zachód od Gualala.